# Voinsles
Voinsles és un municipi francès, situat al departament de Sena i Marne i a la regió de Illa de França. L'any 2007 tenia 551 habitants.
Forma part del cantó de Fontenay-Trésigny, del districte de Provins i de la Comunitat de comunes de Val Briard.

## Demografia

### Població
El 2007 la població de fet de Voinsles era de 551 persones. Hi havia 180 famílies, de les quals 34 eren unipersonals (19 homes vivint sols i 15 dones vivint soles), 46 parelles sense fills, 92 parelles amb fills i 8 famílies monoparentals amb fills.
La població ha evolucionat segons el següent gràfic:
Habitants censats

### Habitatges
El 2007 hi havia 219 habitatges, 187 eren l'habitatge principal de la família, 17 eren segones residències i 14 estaven desocupats. 214 eren cases i 5 eren apartaments. Dels 187 habitatges principals, 167 estaven ocupats pels seus propietaris, 14 estaven llogats i ocupats pels llogaters i 6 estaven cedits a títol gratuït; 2 tenien dues cambres, 25 en tenien tres, 42 en tenien quatre i 119 en tenien cinc o més. 148 habitatges disposaven pel capbaix d'una plaça de pàrquing. A 76 habitatges hi havia un automòbil i a 102 n'hi havia dos o més.

### Piràmide de població
La piràmide de població per edats i sexe el 2009 era:
| Homes | Edats   | Dones |
| ----- | ------- | ----- |
| 0     | 95 o +  | 0     |
| 0     | 90 a 94 | 0     |
| 4     | 85 a 89 | 0     |
| 0     | 80 a 84 | 4     |
| 4     | 75 a 79 | 0     |
| 4     | 70 a 74 | 8     |
| 8     | 65 a 69 | 8     |
| 8     | 60 a 64 | 8     |
| 12    | 55 a 59 | 12    |
| 24    | 50 a 54 | 8     |
| 20    | 45 a 49 | 16    |
| 20    | 40 a 44 | 16    |
| 28    | 35 a 39 | 28    |
| 24    | 30 a 34 | 40    |
| 0     | 25 a 29 | 0     |
| 24    | 20 a 24 | 4     |
| 20    | 15 a 19 | 12    |
| 40    | 10 a 14 | 16    |
| 20    | 5 a 9   | 28    |
| 20    | 0 a 4   | 28    |

## Economia
El 2007 la població en edat de treballar era de 358 persones, 291 eren actives i 67 eren inactives. De les 291 persones actives 263 estaven ocupades (146 homes i 117 dones) i 27 estaven aturades (13 homes i 14 dones). De les 67 persones inactives 22 estaven jubilades, 32 estaven estudiant i 13 estaven classificades com a «altres inactius».

### Ingressos
El 2009 a Voinsles hi havia 196 unitats fiscals que integraven 591 persones, la mediana anual d'ingressos fiscals per persona era de 23.129 €.

### Activitats econòmiques
Dels 21 establiments que hi havia el 2007, 1 era d'una empresa de fabricació d'elements pel transport, 1 d'una empresa de fabricació d'altres productes industrials, 5 d'empreses de construcció, 7 d'empreses de comerç i reparació d'automòbils, 1 d'una empresa immobiliària, 3 d'empreses de serveis, 1 d'una entitat de l'administració pública i 2 d'empreses classificades com a «altres activitats de serveis».
Dels 6 establiments de servei als particulars que hi havia el 2009, 1 era un paleta, 2 guixaires pintors, 1 fusteria, 1 lampisteria i 1 electricista.
L'any 2000 a Voinsles hi havia 14 explotacions agrícoles que ocupaven un total de 1.904 hectàrees.

## Equipaments sanitaris i escolars
El 2009 hi havia una escola elemental integrada dins d'un grup escolar amb les comunes properes formant una escola dispersa.

## Poblacions més properes
El següent diagrama mostra les poblacions més properes.